# Вавилон Египетский
Вавило́н Еги́петский — древний город-крепость в дельте Нила, расположенный в районе коптского Каира. В древние времена он находился в Гелиопольском номе, на восточном берегу Нила, на 30° северной широты, недалеко от начала Фараонова канала (также называемого каналом Птолемея и каналом Траяна), идущего от Нила до Красного моря.
Город располагался на границе между Нижним и Средним Египтом, где речные суда уплачивали пошлины при подъёме или спуске по Нилу. Диодор приписывает возведение первой крепости в этих местах ассирийским пленникам, бывшим повстанцам, в царствование Сесостриса, а Ктесий датирует его постройку временем правления царицы Семирамиды; Иосиф Флавий полагал, что его структура связана с деятельностью вавилонского царя Камбиса, а строительство датировал примерно 525 годом до н. э. Римляне построили новую крепость, с типично римской связанной кладкой из красного и белого кирпича, ближе к реке.
Название происходит от Вавилона, крупнейшего города Месопотамии, но есть и другая версия происхождения названия крепости, связывающая его с древним Pr-Hapi-n-Iwnw («Нил дома Гелиополя»), святилищем божества Хапи в городе Гелиополе. Хапи являлся божеством Нила. В арабское время эта крепость стала известна под названием Каср-аль-Шами, или Дворец свечей, поскольку в её башнях в начале каждого месяца зажигалось множество ярких свечей, чтобы люди могли следить за движением солнца от одной башни до другой. В пределах древней крепости расположены Коптский музей, женский монастырь и несколько церквей, в том числе церкви Георгия и  Марии.
Согласно древним источникам, первая крепость здесь была воздвигнута персами примерно в VI веке до н. э., но в то время располагалась на скалах вблизи реки. Когда Египет захватили римляне, они некоторое время использовали старую крепость, признавая её большое стратегическое значение на Ниле, но из-за проблем с водообеспечением римский император Траян переместил укрепление на нынешнее место, в то время расположенное ближе к реке. С тех времён воды Нила «переместились» приблизительно на 400 метров к северу.
В эпоху правления Октавиана Августа «Вавилон дельты» получил новое значение: в нём размещался штаб трёх легионов, обеспечивавших римскую власть над Египтом. В Notitia Imperii Вавилон упоминается как место расположения казарм XIII Парного легиона. Руины города и крепости сохранились до нашего времени к северу от Старого Каира; в их числе руины большого акведука, о котором писали Страбон и ранние арабские топографы.
Впоследствии город был резиденцией христианского епископа-суффрагана Леонтополя (столичной епархии римской провинции Августамника Секунда). Имена некоторых из епископов вавилонских дошли до нашего времени (см. Вавилонское викариатство).
Во время мусульманского завоевания Египта крепость Вавилона находилась в осаде около семи месяцев, прежде чем была взята в апреле 641 года арабским военачальником Амром ибн аль-Асом.

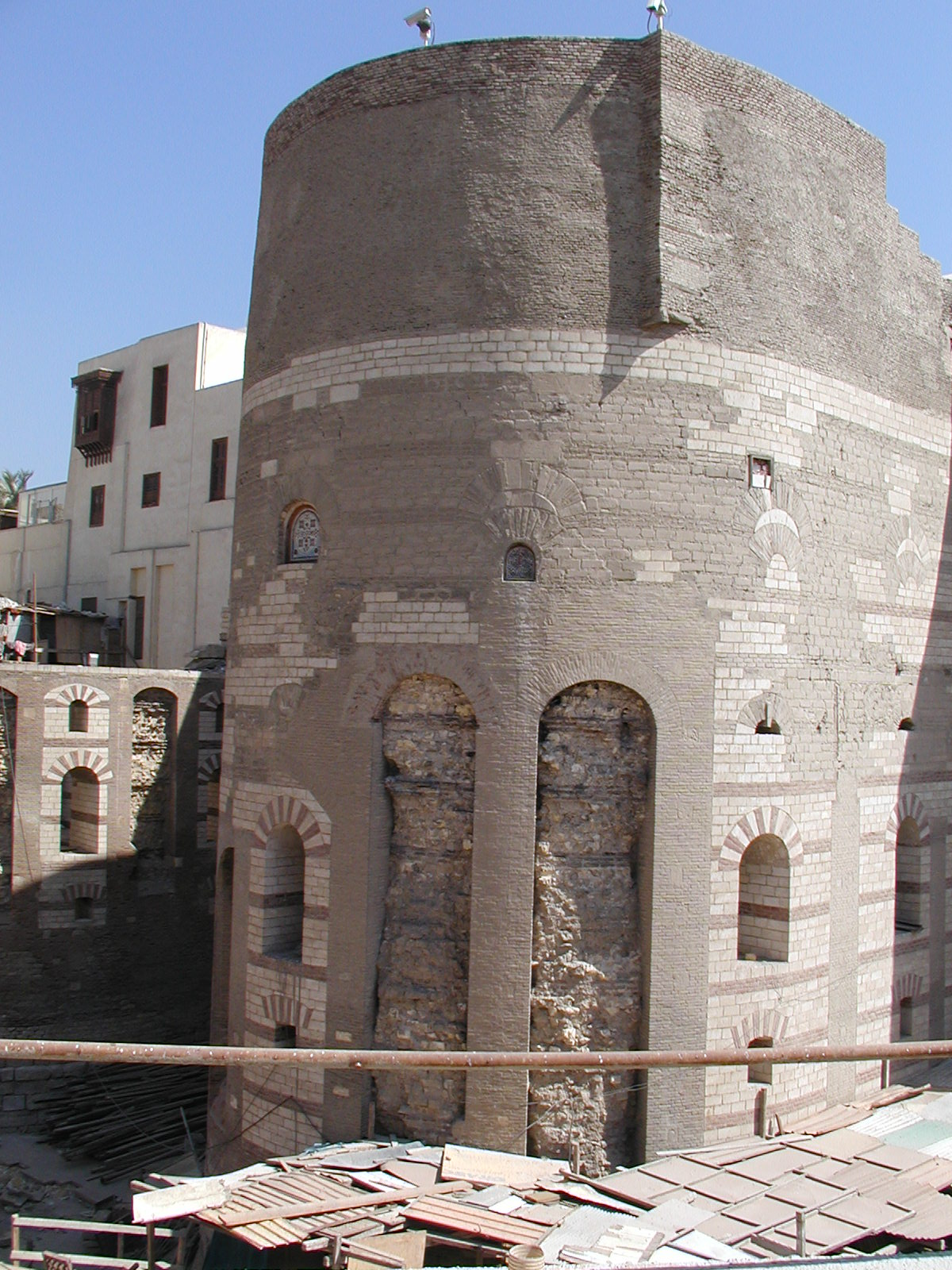
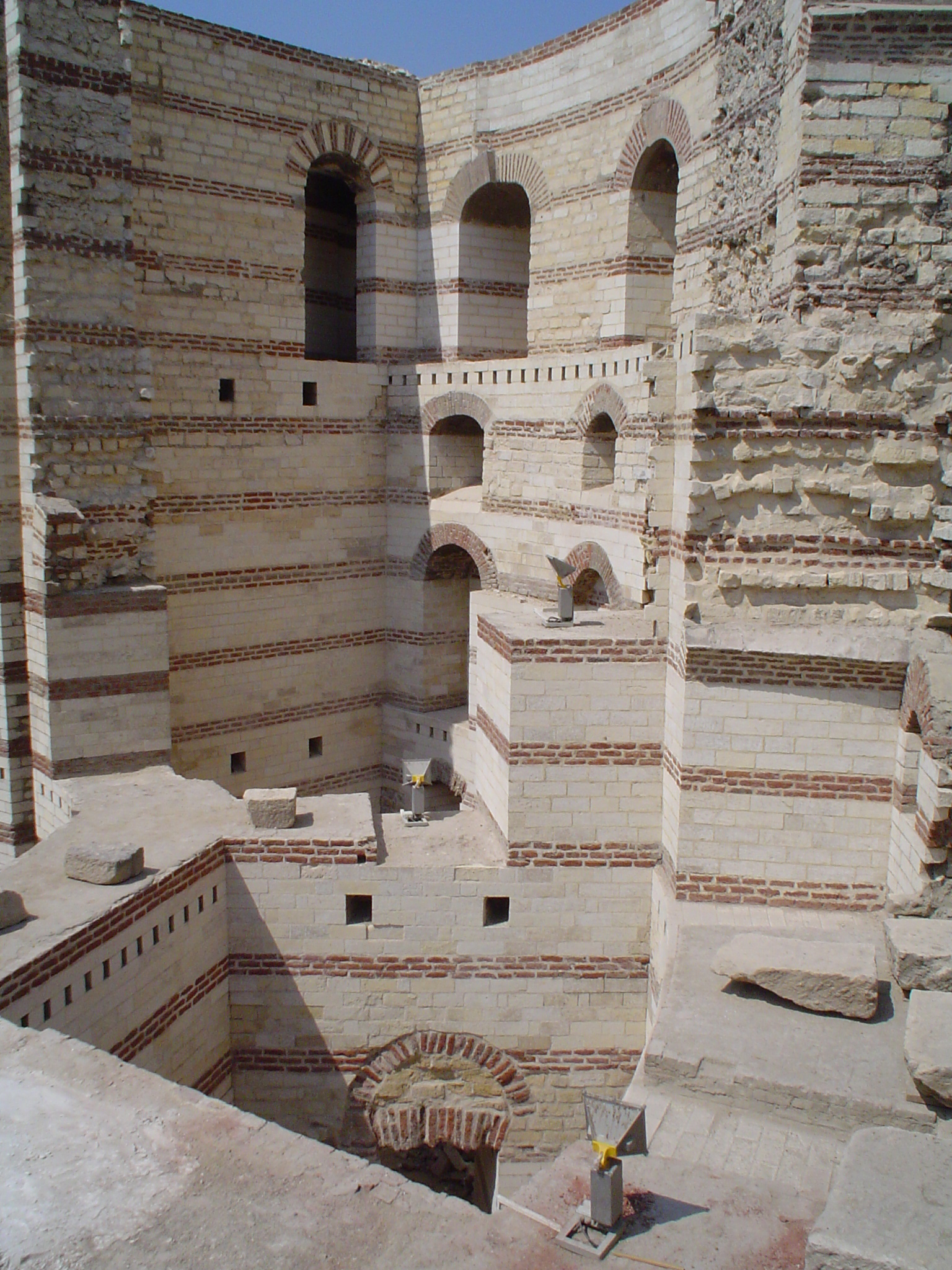
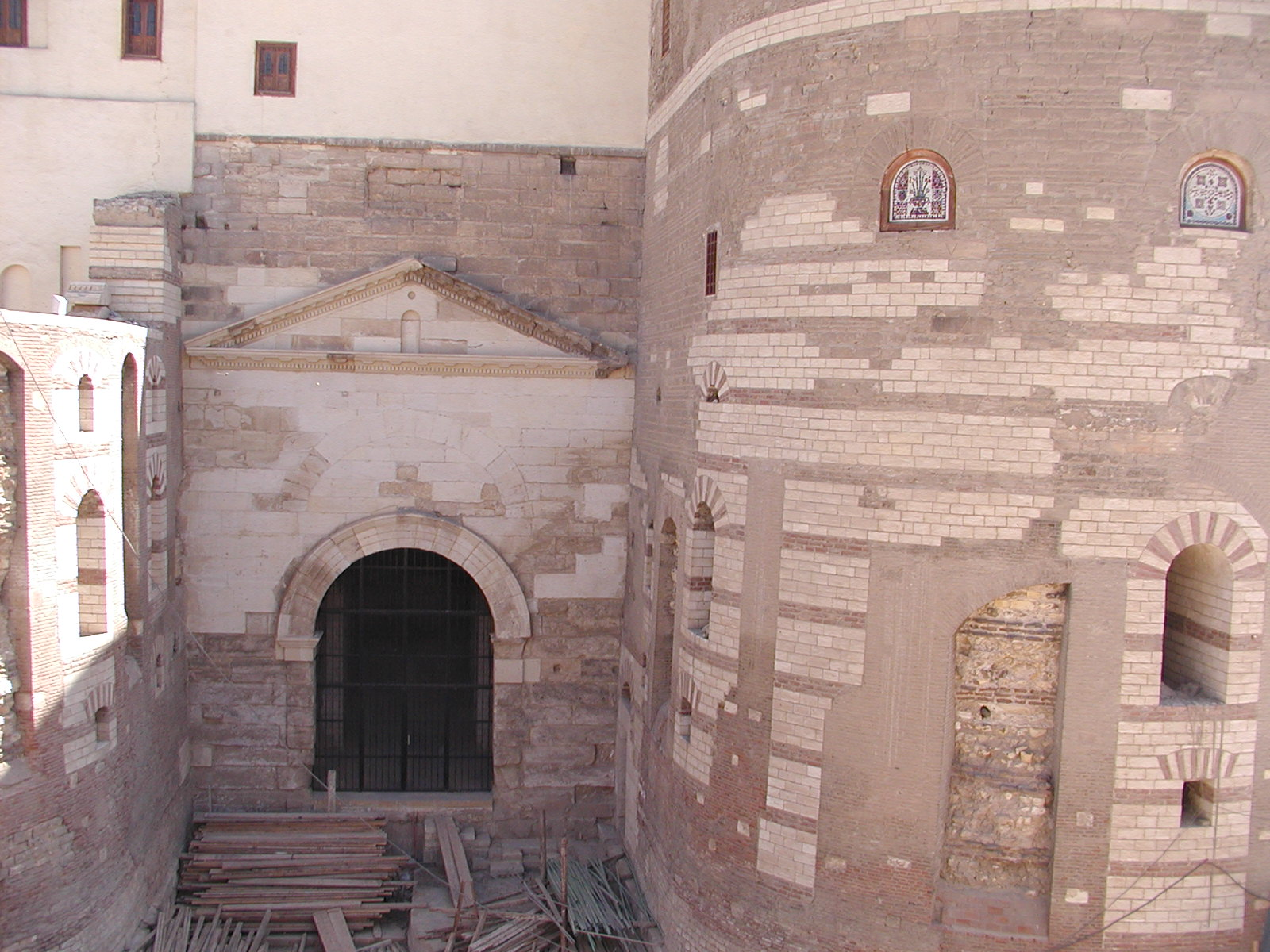
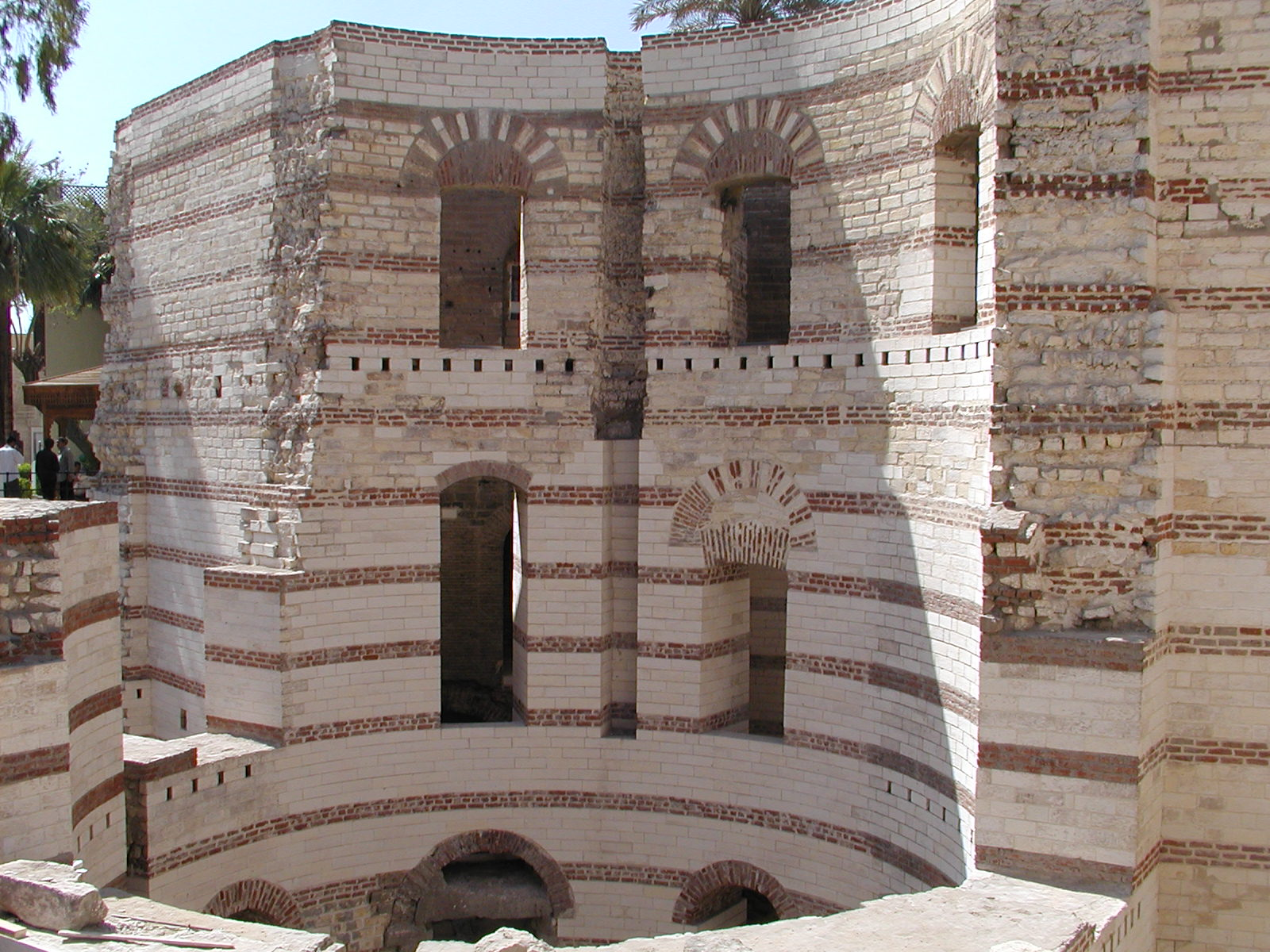